# Museo Casa de los Celis
El Museo Casa de los Celis es una antigua edificación de origen colonial que se encuentra en el Centro Histórico de Valencia (Venezuela). Es una de las edificaciones con mayor tradición de la ciudad, y uno de los mejores ejemplos de la arquitectura colonial de la nación. Actualmente, el museo funciona como sede de la Fundación Lisandro Alvarado, exhibiendo importantes piezas que conforman la más importante colección antropológica del centro del país.

## Historia
Las referencias más antiguas a la casa dan a conocer que su dueño fue el español Don Ramón Ibarrolaburu y Añorga, Coronel de Caballería, y sus cinco hijos. Éste la recibe como herencia de su esposa, dejando constancia de esto en su testamento, de fecha 26 de septiembre de 1826. En estas fechas, la casa  fue valorada en 14000 pesos.
Durante la Guerra de Independencia de Venezuela, la casa estuvo ocupada en ciertas ocasiones por los realistas, y en otras por los patriotas. Sus dueños, de origen español, eran fieles defensores de la causa realista.
El 24 de junio de 1821, luego de la decisiva Batalla de Carabobo, la casa sirve de hospital para atender a la gran cantidad de heridos que no podían ser atendidos en el colapsado Hospital San Antonio de Padua, el cual se encontraba en la misma cuadra que ésta. En ella son velados los restos del General Manuel Cedeño y del Coronel Ambrosio Plaza. Luego de la victoria patriota, la familia Ibarrolaburu decide emigrar del país y establecerse en España.
Los bienes de la familia fueron confiscados en el año 1826 por la República, con lo que la casa pasó a ser el Hospital Militar. Sin embargo, la casa es entregada al Prócer José María Briceño como pago de haberes militares. 
El 11 de mayo de 1839 la casa es adquirida por la familia Celis, por 600 pesos. El primero de esta familia en habitarla fue el Coronel Pedro Celis. Éste propicia una serie de remodelaciones en el lugar, la más importante de las cuales es la división de la misma, división que se mantiene con el objetivo de distribuir equitativamente la herencia de la familia.
El 8 de junio de 1960, la casa es declarada Monumento Histórico Nacional. En 1964, la casa es puesta bajo la custodia de la Antropóloga e Historiadora Henriqueta Peñalver Gómez, con el objetivo de servir de sede al Instituto de Antropología e Historia del Estado Carabobo. Es durante estas fechas cuando se lleva a cabo la restauración más frecuente del edificio, durante el mandato presidencial del Doctor Raúl Leoni. El Museo de Antropología es inaugurado en dicha casa luego de las restauraciones, el día de la celebración del Sesquicentenario de la Batalla de Carabobo, el 24 de junio de 1971.